# Deutsch-Russische Saatbau AG
Die Deutsch-russische Saatbau AG (DRUSAG) hatte ihren Sitz in Berlin.
Die Aktiengesellschaft wurde 1922 gegründet und existierte bis 1933 in deutscher Trägerschaft mit sowjetischer Beteiligung. Die Sowjetunion stellte 7000 ha landwirtschaftliche Fläche bei Kropotkin im Kuban-Gebiet zur Verfügung. Die DRUSAG sollte auf einer landwirtschaftlichen Versuchsfläche neues Saatgut und effiziente Anbaumethoden testen. Von deutscher Seite wurden ca. 40 Landwirtschaftsfachleute, vor allem von der Universität Königsberg entsandt. Bekannter Mitarbeiter war der spätere Bundesminister Theodor Oberländer. Leiter vor Ort war ab 1927 Fritz Dittloff. Durch die größere wirtschaftliche Rentabilität kam es zu Unstimmigkeiten mit den örtlichen Behörden, die der DRUSAG Ausbeutung der Arbeitskräfte vorwarfen, da deren kollektivierte Flächen deutlich schlechtere Erträge erbrachten.
Während sich in der Ukraine eine Hungerkatastrophe großen Ausmaßes abspielte, erbrachte die Versuchsfläche hervorragende Erträge. Die deutschen Mitarbeiter hatten versucht, das Elend der einheimischen hungernden Bevölkerung punktuell zu lindern, soweit es ihnen möglich war. 1933 wurde die deutsche Konzession der DRUSAG von der Sowjetunion  übernommen.